# Caazapá (ville)
Caazapá est une petite ville et un district du Paraguay, capitale du département de Caazapá.
Fondé en 1607 par un moine franciscain, la ville est située à 155 m d'altitude et est peuplée d'environ 3 500 habitants.
Le nom de la ville proviendrait d'une expression guarani, Ka'aguy jehasapa, signifiant « au-delà de la forêt ».